# Покровка (Чановський район)
Покровка (рос. Покровка) — село у Чановському районі Новосибірської області Російської Федерації.
Входить до складу муніципального утворення Покровська сільрада. Населення становить 409 осіб (2017).

## Історія
Згідно із законом від 2 червня 2004 року органом місцевого самоврядування є Покровська сільрада.

## Населення
| 1926 | 1996 | 2002 | 2007 | 2010 | 2012 | 2013 |
| ---- | ---- | ---- | ---- | ---- | ---- | ---- |
| 2276 | ↘900 | ↘812 | ↘708 | ↘521 | ↘502 | ↘494 |
| 2014 | 2015 | 2016 | 2017 |      |      |      |
| ↘446 | ↘437 | ↘430 | ↘409 |      |      |      |